# اسیسو، بیپازاری
اسیسو، بیپازاری (به لاتین: Acısu, Beypazarı) یک  Köy  در ترکیه است که در ankara province واقع شده‌است.